# .sv
.sv (El Salvador) é o código TLD (ccTLD) na Internet para o El Salvador.